# Maurice Ronet
Ne doit pas être confondu avec Maurice Rollet.
Pour les articles homonymes, voir Robinet et Ronet (homonymie).
Maurice Robinet, dit Maurice Ronet, né le 13 avril 1927 à Nice et mort le 14 mars 1983 à Paris, est un acteur et réalisateur français.
Au cours d'une carrière internationale en dents de scie qui compte plus de cent films des années 1950 au début des années 1980, il a tourné avec Jacques Becker, Christian-Jaque, Denys de La Patellière, Jules Dassin, Louis Malle, Lewis Gilbert, René Clément, Jacques Doniol-Valcroze, Carl Foreman, Roger Vadim, Alexandre Astruc, Claude Chabrol, Marcel Carné, Mark Robson, Romain Gary, Jacques Deray, Robert Parrish, Michel Deville, Georges Lautner et Bertrand Blier. Il a eu notamment pour partenaire Alain Delon, Marie Laforêt, Daniel Gélin, Anthony Quinn, Jeanne Moreau, Romy Schneider, Jean Seberg, Brigitte Bardot, Debbie Reynolds, Anthony Perkins, James Mason ou Michel Bouquet.
Connu pour des rôles mémorables de « salaud magnifique », de « séducteur sans scrupule » ou de « dandy suicidaire », il est considéré par Jean Tulard comme « l'un des meilleurs acteurs de l'après-guerre ».
Maurice Ronet a réalisé plusieurs films pour la télévision. Il est l'auteur avec Hervé Le Boterf d'un livre d'entretiens : Le Métier de comédien.

## Biographie

### Enfance
Fils unique des comédiens Émile Ronet (Émile Robinet) et Paule de Breuil (Claire Salvi), mariés le 24 mars 1927 à Paris 12e, il découvre très tôt l'atmosphère et les difficultés du métier d'acteur, en accompagnant ses parents dans les tournées à travers toute la France.
Après avoir passé trois années au lycée Carnot, boulevard Malesherbes, il est scolarisé en 1937 au Lycée Michelet de Vanves. De 1939 à 1942, la famille Ronet est installée à Lausanne. Il y fait ses débuts sur les planches en 1941 en jouant une pièce de Sacha Guitry avec ses parents : Deux couverts. Il se passionne pour la littérature, avec un goût particulier pour Edgar Poe et Herman Melville. En 1942, il réintègre brièvement le lycée Carnot.
Bien que cette enfance ait été enrichissante, il ressent très rapidement le besoin de s'éloigner de cette famille heureuse dans laquelle il ressent une profonde solitude. Ce choix d'évasion le pousse à débuter très jeune, à seize ans, au Centre du Spectacle de la Rue-Blanche où il reçoit ses premiers cours d'art dramatique avec Julien Bertheau, Maurice Donneaud ou encore Bernard Blier pour professeurs. Il y fait la connaissance de Remo Forlani qui devient son ami.

### Débuts au théâtre
Il passe une année au Conservatoire, où il travaille sous la direction de Jean-Louis Barrault et René Simon. À la fin de ses études, il foule les planches dans Les Parents terribles de Jean Cocteau, puis dans Un beau dimanche de Jean-Pierre Aumont sans oublier Roméo et Juliette où il incarne le rôle principal aux côtés de Nicole Berger. En 1949, Brigitte Auber, qui est sa partenaire dans la pièce La dame de minuit, parle de lui à Jacques Becker, qui lui fait passer des essais pour le film qu'il prépare : Rendez-vous de juillet.

### Débuts au cinéma
Jacques Becker lui donne le rôle de Roger Moulin. Émile Ronet et Paule de Breuil incarnent ses parents. Le film réunit de jeunes acteurs qui deviendront des vedettes : Nicole Courcel, Daniel Gélin, Françoise Arnoul, Pierre Mondy. C'est un grand succès. Maurice Ronet accède au statut de jeune premier. Pourtant, ce film et quelques autres, dont Un grand patron, sorti deux années plus tard, lui donnent l'impression de ne pas vraiment progresser[réf. souhaitée].
Après son service militaire[réf. nécessaire], il épouse en 1950 la comédienne Maria Pacôme, qui quitte la scène pour lui et s'adonne à ses autres passions : la peinture et la poterie. Les deux jeunes mariés s'installent à Moustiers-Sainte-Marie. Entre deux tournages, Ronet fait de la peinture, de la céramique et écrit des romans qu'il détruit.

### Années 1950: vers le vedettariat
Considéré par les critiques comme un espoir sûr du cinéma, il tient jusqu'en 1955 des rôles secondaires dans une douzaine de films dont certains seront de grands succès, tels Un grand patron d'Yves Ciampi, au côté de Pierre Fresnay, Les sept péchés capitaux (sketch La luxure d'Yves Allégret avec Viviane Romance), La môme vert-de-gris de Bernard Borderie avec Eddie Constantine, Lucrèce Borgia de Christian-Jaque avec Martine Carol ou Les aristocrates de Denys de La Patellière. 
Maurice Ronet accède aux premiers rôles en 1955 avec Gueule d'ange de Marcel Blistène puis avec un film d'André Michel où il donne la réplique à Marina Vlady : La Sorcière. Il joue le rôle d'un ingénieur tombant amoureux d'une vagabonde. C'est un personnage ambivalent qui peut se montrer gentil et attentionné ou enjôleur et cynique. Ronet adore le scénario et considère le film comme l'un des plus importants de sa carrière. Le film obtient un Ours d'argent au festival de Berlin 1956 et est un grand succès en France et en Europe.
En 1957, l'un de ses rôles les plus connus, celui de Julien Tavernier dans Ascenseur pour l'échafaud de Louis Malle, avec Jeanne Moreau, lui permet d'échapper à son statut de « jeune premier ». Son personnage est un ancien officier parachutiste de la Légion étrangère revenu d'Indochine, qui tue le mari de sa maîtresse et se retrouve piégé dans l'ascenseur de l'immeuble. Il ouvre la série des nombreux rôles tragiques qu'il incarne tout au long de sa carrière : homme désespéré, meurtrier ou victime d'une mort brutale. « Je suis probablement l'acteur français qu'on a fait mourir le plus souvent à l'écran » déclarera-t-il. Le film, salué par la critique, obtient le Prix Louis Delluc en 1957 et rencontre un grand succès public. Il lui permet de rencontrer l'écrivain Roger Nimier, l'un des « hussards » de la littérature, qui devient son ami.
Sa carrière s'internationalise : il tourne beaucoup en Espagne et en Italie. Il obtient de grands succès avec Jules Dassin (Celui qui doit mourir) et Lewis Gilbert (Agent secret S.Z.). Après avoir eu une relation avec l'actrice Danielle Godet, Ronet vit pendant une année une grande passion avec Anouk Aimée. Il fréquente assidûment les boîtes de nuit en compagnie d'Antoine Blondin des frères Serge et Christian Marquand, de Jacques Quoirez, Paul Gegauff, Pascal Thomas, Hervé Le Boterf ou de Jean-Charles Tacchella.

### Années 1960: la consécration
Le nouvel essor de sa carrière se situe l'année de Plein Soleil, 1960. Le film de René Clément réunit Ronet — dans un rôle initialement destiné à Jacques Charrier — Alain Delon et Marie Laforêt. Delon a obtenu du metteur en scène qu'il inverse les rôles masculins. Il tient ainsi la vedette et poignarde Ronet aux deux tiers du film. C'est à nouveau un succès avec près de deux millions et demi de spectateurs.
L'année suivante il est sollicité par le producteur Sam Spiegel pour jouer le rôle de Chérif Ali dans Lawrence d'Arabie. Il fait des essais en Jordanie ; le réalisateur David Lean préfère choisir un « Arabe authentique » en la personne d'Omar Sharif. Gérant sa carrière avec détachement, Maurice Ronet enchaine une huitaine de films d'intérêt inégal avant d'incarner un personnage suicidaire dans Le Feu follet, un film de Louis Malle d'après un roman de Drieu la Rochelle, avec Jeanne Moreau et Alexandra Stewart. Il retrace les derniers jours d'un dandy alcoolique et désabusé qui se tire une balle dans le cœur. Le film obtient un grand succès critique et le « prix du jury » à la Mostra de Venise en 1963. 
Entre-temps, Ronet a tenté l'aventure de la télévision avec un moyen-métrage mettant en image une nouvelle d'Edgar Poe, réalisé par Alexandre Astruc : Le puits et le pendule, qui décrit le supplice d'un prisonnier de l'Inquisition enchainé dans un cachot qui se rend compte qu'une grande lame très aiguisée en forme de pendule se balance au-dessus de lui et se rapproche lentement de sa poitrine. Le téléfilm ainsi que l'interprétation de l'acteur — blessé par les rats sur le tournage — sont salués par la critique.
Maurice Ronet est engagé ensuite dans des coproductions internationales réalisées notamment par Carl Foreman, Henri Decoin et Roger Vadim. Le succès n'est pas toujours au rendez-vous. En 1965, il écrit — avec ses amis Remo Forlani et Jean-Charles Tacchella — et réalise son premier film : Le Voleur du Tibidabo. Tourné à Barcelone avec Anna Karina — qui délaisse un temps Jean-Luc Godard pour vivre avec lui — c'est un échec total, critique et public.
Après un film de Marcel Carné d'après Simenon, dans lequel il incarne un acteur déraciné et désabusé et donne la réplique à Annie Girardot (Trois chambres à Manhattan) et un film d'Alexandre Astruc sur la résistance où il est confronté à Robert Hossein et Jean-Louis Trintignant (La Longue Marche), il joue le rôle d'un officier aristocrate brisé par la défaite de 1940 dans La Ligne de démarcation, qui est le premier des quatre films qu'il tournera avec Claude Chabrol. C'est Paul Gégauff qui a recommandé l'acteur au metteur en scène. Il incarne ensuite le capitaine Boisfeuras (personnage inspiré de Paul Aussaresses), un parachutiste impitoyable pendant la guerre d'Algérie, dans une production américaine : Les Centurions de Mark Robson, aux côtés d'Anthony Quinn et d'Alain Delon. Le public adhère à cette adaptation de Jean Lartéguy, avec plus de quatre millions et demi de spectateurs.
Il retrouve Chabrol à deux reprises en 1967 dans Le Scandale avec Anthony Perkins — son rôle de mondain cynique lui vaut le prix d'interprétation au festival de Saint Sébastien — et La Route de Corinthe, un film d'espionnage parodique. Il tourne pour la troisième fois avec Jean Seberg dans le premier film de Romain Gary Les oiseaux vont mourir au Pérou. Il se rend ensuite à Hollywood pour séduire Debbie Reynolds dans How Sweet It Is, une comédie de Jerry Paris, avant de tenir un rôle bref mais marquant dans La Femme infidèle, qui ouvre la période « pompidolienne » de l'œuvre de Claude Chabrol. Au cours d'une séquence de « sept minutes d'anthologie », Ronet fait face à Michel Bouquet qui joue le mari de sa maîtresse et le tue.
À l'été 1968, il rejoint Alain Delon et Romy Schneider dans La Piscine. Il incarne un séducteur désinvolte et brillant dans ce drame psychologique de Jacques Deray, qui constitue sa troisième confrontation avec Delon. C'est également la deuxième fois que ce dernier le tue au cinéma. Le film est une réussite saluée par la critique et par le public : plus de deux millions de spectateurs en France.
La même année, Maurice Ronet s'essaie sans succès à la comédie avec Les Femmes, un film de Jean Aurel où il a Brigitte Bardot comme partenaire.

### Années 1970: la naissance d'un cinéaste
En février 1972, Ronet part en Indonésie réaliser un vieux rêve : filmer les varans géants de l'île de Komodo. Accompagné de son ami Georges Troisfontaines et de deux opérateurs, il passe quinze jours sur l'île, logé dans une paillote et vivant parmi les pêcheurs. Il en ramène des plans saisissants de ces lézards géants, qu'il monte en un court métrage d'une heure, réduit ensuite à une demi-heure, simplement accompagné d'une musique de Haydn : Vers l'île des dragons, dont l'exploitation commerciale est compliquée, ainsi qu'un livre. Ronet repart en reportage l'année suivante : intéressé par les guerres de décolonisation, il se rend au Mozambique en avril 1973, accompagné par l'écrivain-éditeur Dominique de Roux, le journaliste Patrick Chauvel et un opérateur. Les quatre hommes accompagnent les troupes portugaises en lutte contre la guerilla du FRELIMO. Ils prennent beaucoup de risques et rapportent un reportage destiné à l'émission de Jean-François Chauvel Magazine 52; sous le titre Mozambique ou le pari multiracial, il est diffusé le 11 avril 1974.
Il continue à beaucoup tourner dans les années 1970, alternant les films policiers (Qui ? de Léonard Keigel, Le Dernier Saut d'Édouard Luntz, La Maison sous les arbres de René Clément, L'Odeur des fauves de Richard Balducci, Sans sommation de Bruno Gantillon...), les films dramatiques (Les Galets d'Étretat de Sergio Gobbi Don Juan 73 de Roger Vadim, Madame Claude de Just Jaeckin) et les films de télévision (Emmenez-moi au Ritz de Pierre Grimblat, Madame le juge de Claude Barma...). Il donne leur chance à des réalisateurs débutants (Michel Worms pour La Modification, Patrick Jamain pour L'Affaire Crazy Capo, Jean-Pierre Berckmans pour La Chambre rouge, Claude Lallemand pour Le Cri du cœur). Il apparaît également dans des productions hollywoodiennes (Marseille contrat de Robert Parrish, Liés par le sang de Terence Young). Il tourne en Allemagne (Seul le vent connaît la réponse d'Alfred Vohrer, Bis zur bitteren Neige de Gerd Oswald) et en Italie (Séduction de Fernando Di Leo, Commissariat de nuit de Guido Leoni, La Messe dorée de Beni Montresor). L'accueil critique est rarement favorable et les succès publics sont rares, à l'exception de Raphaël ou le Débauché de Michel Deville, sorti en 1971. Ronet y incarne un « vil personnage, cynique, jouisseur » qui tombe amoureux d'une veuve pieuse et pure, incarnée par Françoise Fabian. Le film est vu par plus d'un million de spectateurs ; il est très favorablement accueilli par la critique et la performance de Ronet, qui adhère à son personnage au point que certaines répliques semblent avoir été écrites pour lui, est unanimement saluée.
Maurice Ronet assume ces tournages incessants, qui l'exposent à figurer dans des films médiocres : « Je crois qu'il vaut mieux tourner, même mal, que de ne pas tourner du tout. Un acteur qui ne tourne pas est un peu comme une voiture qui s'emballe au point mort. Je pense qu'il est préférable d'être le doyen des comédiens qu'un acteur dont on regrette la présence sur la scène ou à l'écran ». En 1977, Alain Delon l'engage pour jouer à ses côtés dans Mort d'un pourri, un film policier réalisé par Georges Lautner et dialogué par Michel Audiard. Il y joue un député véreux qui est assassiné au début du film et vengé par Alain Delon, qui l'a connu chez les parachutistes — on y aperçoit d'ailleurs des photos réunissant les deux acteurs, tirées des films qu'ils ont tournés ensemble. Avec un million huit cent mille entrées, c'est le plus gros succès de Maurice Ronet sur la décennie.
Malgré les difficultés rencontrées sur L'Île des dragons, Ronet n'abandonne pas l'idée de mettre en scène ses propres films. Un projet lui tient à cœur : l'adaptation d'une nouvelle d'Herman Melville, dont le personnage, un employé de bureau nommé Bartleby devient le symbole du renoncement et de la résistance passive : il ne cesse de répondre à toutes les sollicitations de son patron par la formule : « J'aimerais mieux pas ». Après avoir démarché en vain plusieurs producteurs, Ronet soumet son projet à Marcel Jullian, président d'Antenne 2, qui accepte de le financer. Bartleby, qui réunit Michael Lonsdale et Maxence Mailfort, est tourné à Paris en 23 jours pour un budget limité à 1,35 million de francs. Les critiques sont enthousiastes et lors de sa diffusion le 16 décembre 1976, le succès est tel (5,5 millions de téléspectateurs) que le film connait une nouvelle carrière au Studio des Ursulines quelques mois plus tard. Il est primé au festival de télévision de Monte-Carlo et l'historien Jean Tulard le considère comme un chef-d'œuvre.
Maurice Ronet réalisera trois autres films de télévision les années suivantes : une adaptation de William Irish (Folies douces) et deux d'Edgar Poe (Ligeia et Le Scarabée d'or).
En 1977, il fait paraître un livre d'entretiens avec son ami Hervé Le Boterf : Le Métier de comédien.

### Les dernières années

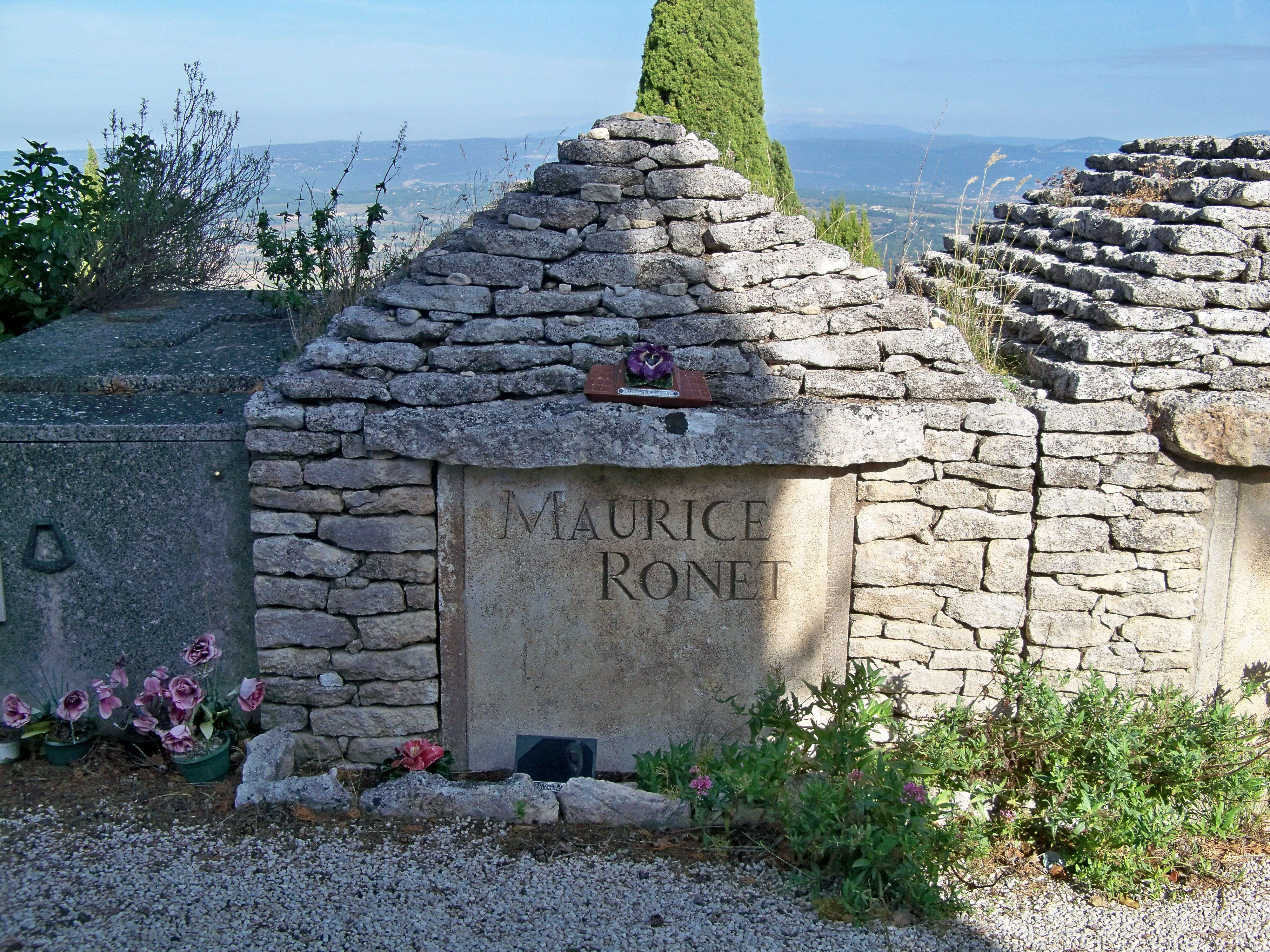
Tombe de Maurice Ronet à Bonnieux (Vaucluse).

Après plusieurs années de vie commune avec Betty Desouches, Maurice Ronet emménage en 1977 avec Joséphine Chaplin, fille de Charlie Chaplin et d'Oona O'Neill, qu'il a rencontrée sur le tournage de L'Odeur des fauves. En 1980, ils ont un fils, prénommé Julien. Quelques semaines avant la naissance, à la suite d'une chute à moto, on diagnostique chez Maurice Ronet un cancer du poumon.
Il continue néanmoins à beaucoup tourner, au cinéma et à la télévision : trois films en 1981 - dont Beau-père de Bertrand Blier avec Patrick Dewaere - et cinq en 1982 - dont La Balance de Bob Swaïm avec Nathalie Baye, Philippe Léotard et Richard Berry, qui obtiendra un succès considérable; le metteur en scène explique que ce film n'aurait pas pu se monter sans la participation de Ronet, qui a rassuré les producteurs. Il cherche en vain à monter un film sur Ignace Philippe Semmelweis, un médecin obstétricien autrichien qui fut l'objet de la thèse de Louis-Ferdinand Céline.
L'acteur au « visage froissé » s'éteint en pleine gloire en 1983, à l'âge de 55 ans, des suites d'un cancer du poumon à l'hôpital Laennec dans le VIIe arrondissement de Paris. Il repose au cimetière de Bonnieux dans le Luberon, lieu de sa résidence secondaire.

## Portrait, hommages et opinions
Également musicien, Maurice Ronet était de ceux qui brûlent la vie par les deux bouts, comme le dépeint Éric Neuhoff dans son livre Les Insoumis : « Ce fut un grand vivant. Séduisant, insupportable, imprévisible, il aurait pu être un personnage de roman. » On lui prête un grand nombre de conquêtes et de liaisons plus ou moins durables : Nicole Berger, Nicole Maurey, Belinda Lee, Annie Fargue, Sara Montiel, Marthe Keller... C'était également un amateur de voitures de sport : Aston-Martin, Maserati, Lamborghini...
Il a la double réputation d'être un pilier de chez Castel et d'avoir eu des idées de droite. Il n'aurait pas été insensible à la lutte des partisans de l'Algérie française. Sa proximité avec les « hussards » Nimier et Blondin, sa passion pour Céline, son adhésion à l'Association des amis de Robert Brasillach permettent au quotidien Libération d'affirmer en 1976 qu'il est proche du RPR. En 1956, à l'occasion du tournage de Section des disparus de Pierre Chenal, il rencontre le comédien Robert Le Vigan, condamné à la Libération pour faits de collaboration et exilé en Argentine. Celui-ci survit de petits boulots et des subsides que lui adressent quelques amis acteurs qui ne l'ont pas oublié. Maurice Ronet lui envoie des colis. Dans les dernières années de sa vie, Le Vigan songe à revenir en France, mais ne se résignera jamais à faire le voyage du retour. Il se confie à Maurice Ronet : « Je ne peux me faire à l'idée de finir mes jours auprès de pue-la-pisse qui vont me reprocher jour et nuit d'avoir été l'ami de Céline, surtout entre 1940 et 1944 » Pour Ronet, le milieu du cinéma porte la honte d'avoir laissé mourir l'un des siens loin de son pays.
Les relations cinématographiques entre Maurice Ronet et Alain Delon ont régulièrement fait l'objet d'articles de presse : les deux hommes ont tourné quatre fois ensemble. Ronet est mort trois fois, dont deux de la main de Delon. Dans Plein Soleil, Les Centurions et La Piscine, leurs rapports de force sont identiques : Delon est le gentil, fragile, humilié par le méchant Ronet. Les deux hommes sont complices. « Le métier nous réunit une fois sur dix. Les autres fois il nous sépare. Je voudrais avoir le temps d'être l'ami de Maurice Ronet » déclare Delon. Sans être de la même génération, ils ont des points communs : « Ce sont tous les deux des bad boys, leur beauté fascine (...). Ronet soutient financièrement l’acteur collaborateur Robert Le Vigan, l’ami de Louis-Ferdinand Céline, réfugié en Amérique du Sud… Delon, ancien combattant d'Indochine, n’a jamais caché ses opinions de droite ». Alain Delon est très affecté par le décès de Maurice Ronet.
En 2003, dans sa chanson Mon bistrot préféré, le chanteur Renaud lui rend hommage : «  Nous parlons de suicide, Maurice Ronet arrive - La mort est, quelquefois, tout un art de vivre ».

## Filmographie

### Acteur

#### Cinéma
- 1949 : Rendez-vous de juillet, de Jacques Becker : Roger Moulin
- 1951 : Un grand patron, d'Yves Ciampi : François
- 1952 : La Jeune Folle, d'Yves Allégret : Jim
- 1952 : Les Sept Péchés capitaux, d'Yves Allégret (segment La Luxure) : le curé
- 1953 : La Môme vert-de-gris, de Bernard Borderie : Mickey
- 1953 : Horizons sans fin, de Jean Dréville : Marc Caussade
- 1953 : Lucrèce Borgia, de Christian-Jaque : Perotto
- 1954 : À toi... toujours (Casta diva), de Carmine Gallone : Vincenzo Bellini
- 1954 : Le Guérisseur, d'Yves Ciampi : André Turenne
- 1954 : Châteaux en Espagne (El torero), de René Wheeler : Miguel Murillo
- 1954 : La Maison du souvenir (Casa ricordi) de Carmine Gallone : Vincenzo Bellini
- 1955 : Gueule d'ange, de Marcel Blistène : Gueule d'Ange
- 1955 : Les Aristocrates, de Denys de La Patellière : Christophe de Conti
- 1956 : La Sorcière, d'André Michel : Laurent Brulard
- 1956 : Section des disparus, de Pierre Chenal : Juan Milford
- 1957 : Celui qui doit mourir, de Jules Dassin : Michelis
- 1958 : Ascenseur pour l'échafaud, de Louis Malle : Julien Tavernier
- 1958 : Agent secret S.Z. (Carve Her Name with Pride), de Lewis Gilbert : Jacques
- 1958 : Cette nuit-là, de Maurice Cazeneuve : Jean Mallet
- 1959 : Un jeudi comme les autres, de Daniel Wronecki (court-métrage) : le récitant (voix)
- 1959 : Ce corps tant désiré, de Luis Saslavsky : Henri Messardier
- 1959 : Carmen de Grenade (Carmen la de Ronda), de Tulio Demicheli : José
- 1960 : Plein Soleil, de René Clément : Philippe Greenleaf
- 1960 : Mon dernier tango (Mi último tango), de Luis César Amadori : Dario Ledesma
- 1960 : Le Séducteur (Il peccato degli anni verdi), de Leopoldo Trieste : Paolo Donati
- 1961 : Le Rendez-vous de minuit, de Roger Leenhardt : Pierre Neyris
- 1961 : Les Grandes Personnes, de Jean Valère : Philippe
- 1962 : Portrait-robot, de Paul Paviot : Gilbert Vitry
- 1962 : Liberté 1, d'Yves Ciampi : Michel
- 1962 : La Dénonciation, de Jacques Doniol-Valcroze : Michel Jussieu
- 1963 : Casablanca, nid d'espions, d'Henri Decoin ! Maurice Desjardins
- 1963 : Le Meurtrier, de Claude Autant-Lara : Walter Saccard
- 1963 : Tempête sur Ceylan (Das Todesauge von Ceylon), de Gerd Oswald et Giovanni Roccardi : Dr Gérard Rinaldi
- 1963 : Le Feu follet, de Louis Malle : Alain Leroy
- 1963 : Les Vainqueurs (The Victors), de Carl Foreman : un lieutenant français
- 1964 : Le Voleur du Tibidabo, de Maurice Ronet + scénariste : Nicolas
- 1964 : Les Parias de la gloire, d'Henri Decoin : Ferrier
- 1964 : Le Désir (Donde tú estés), de Germán Lorente : Paul Vallier
- 1964 : La Ronde, de Roger Vadim : Henri
- 1965 : Trois chambres à Manhattan, de Marcel Carné : François Comte
- 1966 : La Longue Marche, d'Alexandre Astruc : Dr Chevalier
- 1966 : La Ligne de démarcation, de Claude Chabrol : Pierre, comte de Damville
- 1966 : Les Centurions (Lost Command), de Mark Robson :  Capitaine Boisfeuras
- 1966 : Amador, de Francisco Regueiro : Amador
- 1967 : Le Jardin des délices (Il giardino delle delizie), de Silvano Agosti : Carlo
- 1967 : Le Scandale, de Claude Chabrol : Paul Wagner
- 1967 : La Route de Corinthe, de Claude Chabrol : Dex
- 1968 : Le Diable sous l'oreiller (Un diablo bajo la almohada), de José María Forqué : Lotario
- 1968 : Histoires extraordinaires (Tre passi nel delirio), de Federico Fellini, Louis Malle et Roger Vadim : le récitant (voix)
- 1968 : Adorablement vôtre (How Sweer It Is) de Jerry Paris : Philippe Maspere
- 1968 : Les oiseaux vont mourir au Pérou, de Romain Gary : Rainier
- 1969 : Delphine, d'Éric Le Hung : Jean-Marc
- 1969 : La Femme infidèle, de Claude Chabrol : Victor Pegala
- 1969 : La Femme écarlate, de Jean Valère : François
- 1969 : La Piscine, de Jacques Deray : Harry
- 1969 : Les Femmes, de Jean Aurel : Jérôme
- 1970 : Que fais-tu grande folle ? (Splendori e miserie di Madame Royale), de Vittorio Caprioli : le commissaire
- 1970 : La Modification, de Michel Worms : Léon Delmont
- 1970 : Le Dernier Saut, d'Édouard Luntz : Garal
- 1970 : Qui ? (Il cadavere dagli artigli d'acciaio), de Léonard Keigel : Serge
- 1971 : Un peu, beaucoup, passionnément..., de Robert Enrico : Didier
- 1971 : Raphaël ou le Débauché, de Michel Deville : Raphaël de Lloris
- 1971 : La Maison sous les arbres, de René Clément : l'homme de l'organisation
- 1972 : Le Diable dans la tête (Il diavolo nel cervello), de Sergio Sollima : Fabrizio Garces
- 1972 : La Chambre rouge, de Jean-Pierre Berckmans : Jean Gerfaud
- 1972 : L'Odeur des fauves, de Richard Balducci : Marc Fontemps
- 1972 : Les Galets d'Étretat, de Sergio Gobbi : Kelvo
- 1973 : Sans sommation, de Bruno Gantillon : Raoul Maury
- 1973 : Don Juan 73 ou Si Don Juan était une femme..., de Roger Vadim : Pierre Gonzague
- 1973 : L'Affaire Crazy Capo, de Patrick Jamain : Diserens
- 1973 : Séduction (La seduzione), de Fernando Di Leo : Giuseppe Lagana
- 1974 : Commissariat de nuit (Commissariato di notturna)  de Guido Leoni : Vittorio Cazzaniga
- 1974 : Marseille contrat (The Marseille Contract), de Robert Parrish : l'inspecteur Briac
- 1974 : Le Cri du cœur, de Claude Lallemand : Mathieu
- 1974 : Seul le vent connaît la réponse (Die Antwort kennt nur der Wind), d'Alfred Vohrer : Robert Lucas
- 1974 : Jackpot de Terence Young - film resté inachevé -
- 1975 : Bis zur bitteren Neige, de Gerd Oswald : Paul Jordan
- 1975 : La Messe dorée (La profonda luce dei sensi), de Beni Montresor : David
- 1976 : Oh, mia bella matrigna, de Guido Leoni : Luigi
- 1976 : La Merde (Perché si uccidono) de Mauro Macario : Luca Girord
- 1976 : À l'ombre d'un été, de Jean-Louis van Belle : Claude Landot
- 1976 : Nuit d'or, de Serge Moati : Nuit d'or
- 1977 : Madame Claude, de Just Jaeckin : Pierre
- 1977 : Mort d'un pourri, de Georges Lautner : Philippe Dubaye
- 1979 : Liés par le sang (Bloodline), de Terence Young : Charles Martin
- 1981 : Sphinx, de Franklin Schaffner : Yvon Mageot
- 1981 : Beau-père de Bertrand Blier : Charly
- 1982 : La Guérilléra, de Pierre Kast : Brutus
- 1982 : Un matin rouge, de Jean-Jacques Aublanc : Henri
- 1982 : La Balance, de Bob Swaim : Roger Massina
- 1983 : Surprise Party, de Roger Vadim : Georges Levesques

#### Télévision
- 1964 : Le Puits et le Pendule, d'Alexandre Astruc (court-métrage) : le condamné à mort
- 1966 : Le Soleil et l'ombre pour Nikoas Kazantzaki de Jean-Daniel Pollet : le récitant
- 1971 : L'Heure éblouissante, de Jeannette Hubert (téléfilm) : Mr. George Sedley
- 1974 : Les Fargeot (série TV) : lui-même
- 1976 : Peut-être en automne, de Jeannette Hubert (téléfilm) : Pierre
- 1976 : L'Homme de sable, de Jean-Paul Carrère (téléfilm) : Simon Durbain
- 1977 : Emmenez-moi au Ritz, de Pierre Grimblat (téléfilm) : Philippe Gregor
- 1978 : Madame le juge, de Claude Barma (série TV) : M. Bais
- 1978 : Les Magiciens du Futur, de Peter Sykes (téléfilm) : Xavier
- 1979 :  Histoires insolites : Folies douces (série TV) : Éric
- 1979 : Orient-Express, de Daniele D'Anza (série TV) : Rolf Freitag
- 1981 : L'Atterrissage, d'Éric Le Hung (téléfilm) : Paul
- 1982 : Ce fut un bel été, de Jean Chapot (téléfilm) : Emmanuel de Vidal-Fronsac
- 1982 : La Nuit du général Boulanger, d'Hervé Bromberger (téléfilm) : le général Boulanger
- 1982 : La Déchirure, de Franck Apprederis (téléfilm) : Cyril

### Réalisateur
- 1964 : Le Voleur du Tibidabo
- 1973 : Vers l'île des dragons
- 1973 : Mozambique (téléfilm)
- 1976 : Bartleby
- 1979 : Histoires insolites : Folies douces (téléfilm)
- 1981 : Histoires extraordinaires : Le Scarabée d'or (téléfilm)
- 1981 : Histoires extraordinaires : Ligeia (téléfilm)

## Théâtre
- 1946 : Mala de Jean Laugier, mise en scène de l'auteur, Théâtre Albert Ier
- 1952 : Un beau dimanche de Jean-Pierre Aumont, Théâtre de la Michodière, Théâtre des Célestins

## Publications
- Maurice Ronet, L'Île des dragons, Paris, France-Empire, 1973, 215 p.
- Maurice Ronet et Hervé Le Boterf, Le Métier de comédien, Paris, France-Empire, 1977, 236 p.

## Distinction
- Festival de Saint-Sébastien 1967 : Coquille d'argent du meilleur acteur pour Le Scandale